# ジャングラー
『ジャングラー』（英: Jungler）は、1981年にコナミ工業より発売されたアーケード用アクションゲームである。

## 概要
プレイヤーは迷路の中にいる蛇状の自機（白色）を操り、各面の同じく蛇状の敵をすべて倒すことが目的となる。操作には4方向レバー1本とショットボタン1個を用いる。
自機および敵の身体はそれぞれ頭（1個）、胴体（0-7個）、尻尾（0-1個）で構成されており、それらを含めた長さの初期値は自機が8、敵が9である。機体の胴体部分は迷路上に時々出るイチゴを取ることで長くなり（長さは最大9まで）、逆に敵の弾が尻尾に当たると胴体が消えて短くなる。弾を撃って相手の尻尾を攻撃することにより、胴体を消して短くできる。自機も敵も長さが短くなればなるほど移動スピードがアップする。また、自機は上から下へなどの直接Uターン動作は可能だが、敵は直接Uターンの動作が存在しないため、下記の自爆するルールがある。
敵を倒すには、自機が敵よりも長いか同じ長さの時に自機の頭を敵の頭にぶつける、もしくは頭のみにしてから弾で攻撃する必要がある。敵の色が自機と同じ長さの黄色、自機より短い緑色なら頭に体当たりして倒せるが、自機より長い赤色のときに体当たりすると逆にミスとなり、自機を1機失う。自機が頭のみの状態で敵の弾を受けてもミスとなる。自機および敵の当たり判定は、頭は相手の頭（頭のみの場合は相手の弾も）、尻尾は相手の弾だけで、それぞれの胴体には存在しない。
迷路には通行止めの箇所があり、自機は通行できないが、敵が触れると引っかかって動けなくなり、時間経過で自爆する。
すべての敵を倒すと1面クリア。全8面構成となっており、9面以降迷路は1-8面の繰り返しであるが、全体のゲームスピードがアップする。
エクステンド（自機増加）は一定得点ごとのほか、自機の長さが9の状態で面クリアすると胴体ストックが1つ追加され（その代わり、次の面では長さ8でスタートする）、それが8つ集まるとエクステンドされる。胴体ストックがない状態で自機をすべて失うとゲームオーバーになるが、胴体ストックが1つでもあればゲームオーバーにはならず、ストックされた分の長さで復活するというユニークなシステムを採っている。
得点配分は次の通り。
- 敵を体当たりで倒す - （80×敵の長さ）点。ただし長さが9の場合は800点
- 敵の尻尾を弾で撃つ - 60点
- 頭のみの敵を弾で撃つ - 500点
- 敵が通行止めに引っかかる - 300点（長さは無関係。その後に自爆した場合は無得点）
- イチゴを取る - 500点

## 移植版
家庭用ゲーム機「ぴゅう太」および、「アルカディア」において移植版が発売。
また、2010年3月にXbox 360のレトロゲームオンデマンド配信サービス「Game Room」で配信されたほか、2024年2月22日にアーケードアーカイブスの1作品としてPlayStation 4版とNintendo Switch版が配信、アーケードアーカイブス版は「こだわり設定」にてゲームスピードの調整、現在ステージと自機数を表示するといった事が設定可能。
日本国外においては学研トイホビーよりLSIゲーム版も発売されている。

## 備考
- 1993年12月に開催されたイベント「コナミPCエンジン祭り」には本作のリメイク『バトルジャングラー』が出展されたが、発売には至らなかった[7]。